# Лайош Мартін
Лайош Мартін (нар. 30 серпня 1827, Буда, Австрійська імперія — 4 березня 1897, Клуж-Напока, Румунія) — угорський математик та інженер, відомий своїми працями в галузі транспорту та аеродинаміки. Член-кореспондент Угорської академії наук (1861).

## Життєпис і діяльність
Мартін був сьомим сином із дванадцяти дітей виноградаря. Після завершення навчання в Римсько-католицькій середній школі розпочав навчання в Пештському університеті. Європейські революції 1848 року перервали його навчання, і через активну участь він був ув'язнений, а згодом записаний до лав імперської армії. Зрештою, він закінчив навчання, закінчивши Військово-інженерну академію у Відні у 1854 році.
Викладав у Віденській військовій школі до 1859 року, після чого залишив армію та повернувся до Буди, де працював приватно інженером-будівельником до 1861 року. З 1863 по 1868 рік викладав у середніх школах Сельмецбані (нині Банська Штявниця, Словаччина) та Прессбурга (нині Братислава, Словаччина), а також написав кілька підручників з математики для цього рівня.
У 1872 році його було призначено професором математики в Університеті Франца Йосифа в Коложварі (нині Клуж-Напока). Став ректором університету у 1895—1896 роках і у своїй інавгураційній промові говорив про важливість авіаперельотів у перевезенні людей і товарів.
Лайош Мартін розпочав свої дослідження з балістики в армії, і все своє життя стежив за своїми теоретичними та експериментальними роботами в цій галузі. Він також зацікавився гідравлікою та пошуком найефективнішого гвинта. В останні роки своєї кар'єри він працював у сфері аеродинаміки та мав дуже чітке уявлення про те, яким буде авіація в майбутньому.

## Його роботи
- Вплив сили центрального бігунка на міцність обертального тіла. (1861)[6]
- Гвинтові поверхні енергетики. Теорія горизонтального вітрового колеса. Будапешт, 1875.
- Застосування коефіцієнта варіації для розв'язання рівнянь поверхні гвинта. Будапешт, 1877.
- Загальна теорія польоту птахів. Клуж-Напока, 1891.
- Демонстрація роботи плаваючого колеса. Медичний та природничо-науковий бюлетень Трансільванської музейної асоціації, 1893.
- З літака. Угорське товариство інженерів та архітекторів. (1894)

## Вшанування пам'яті
Місце народження Лайоша Мартіна в Будайській фортеці, вулиця Танчича, 27.
Меморіальна дошка: Будапешт, I. район, вулиця Танчича, 27.
Його могила знаходиться на кладовищі Газсонгард у Клуж-Напоці.

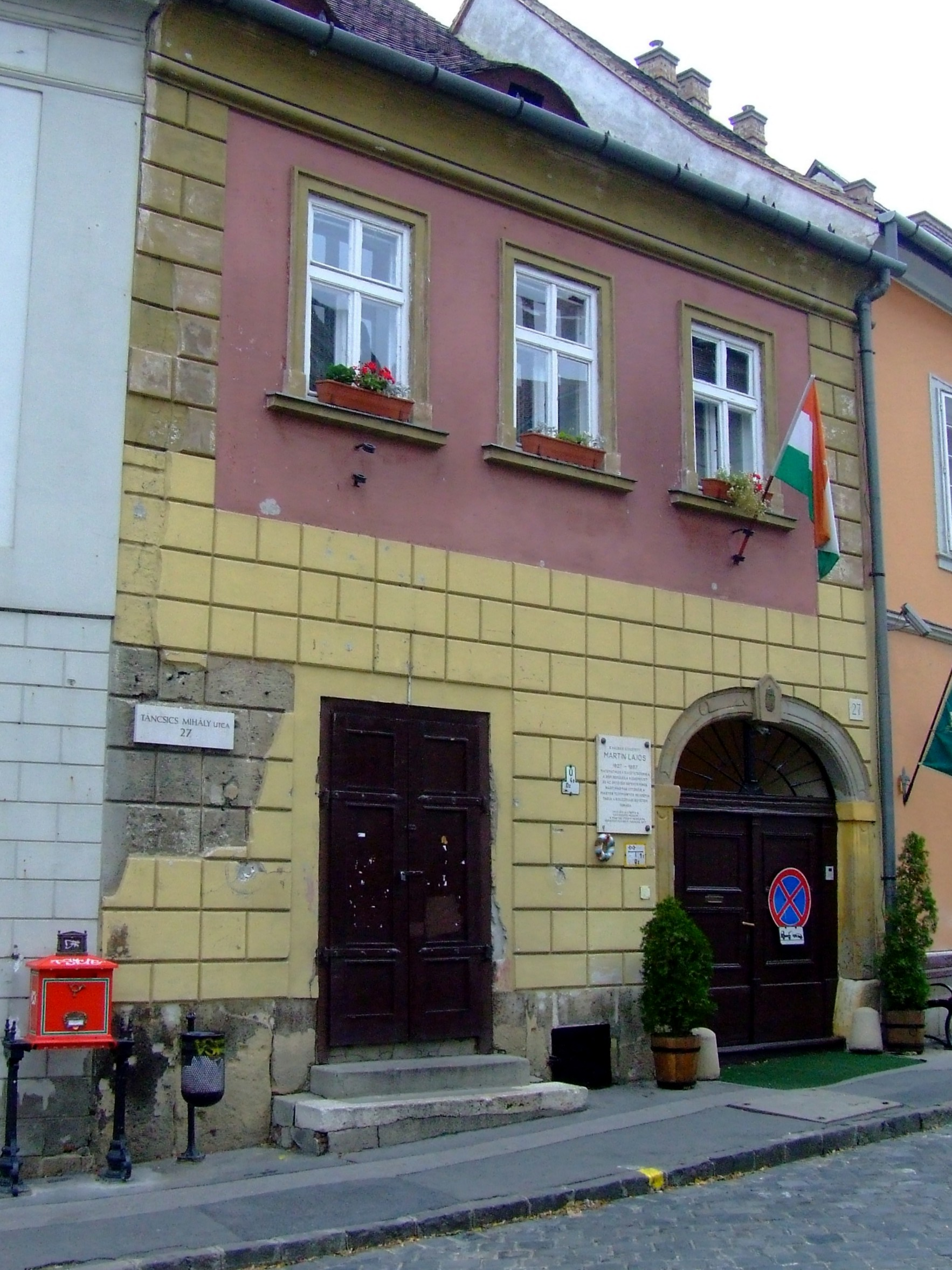
Місце народження Лайоша Мартіна в Будайській фортеці, вулиця Танчича 27.
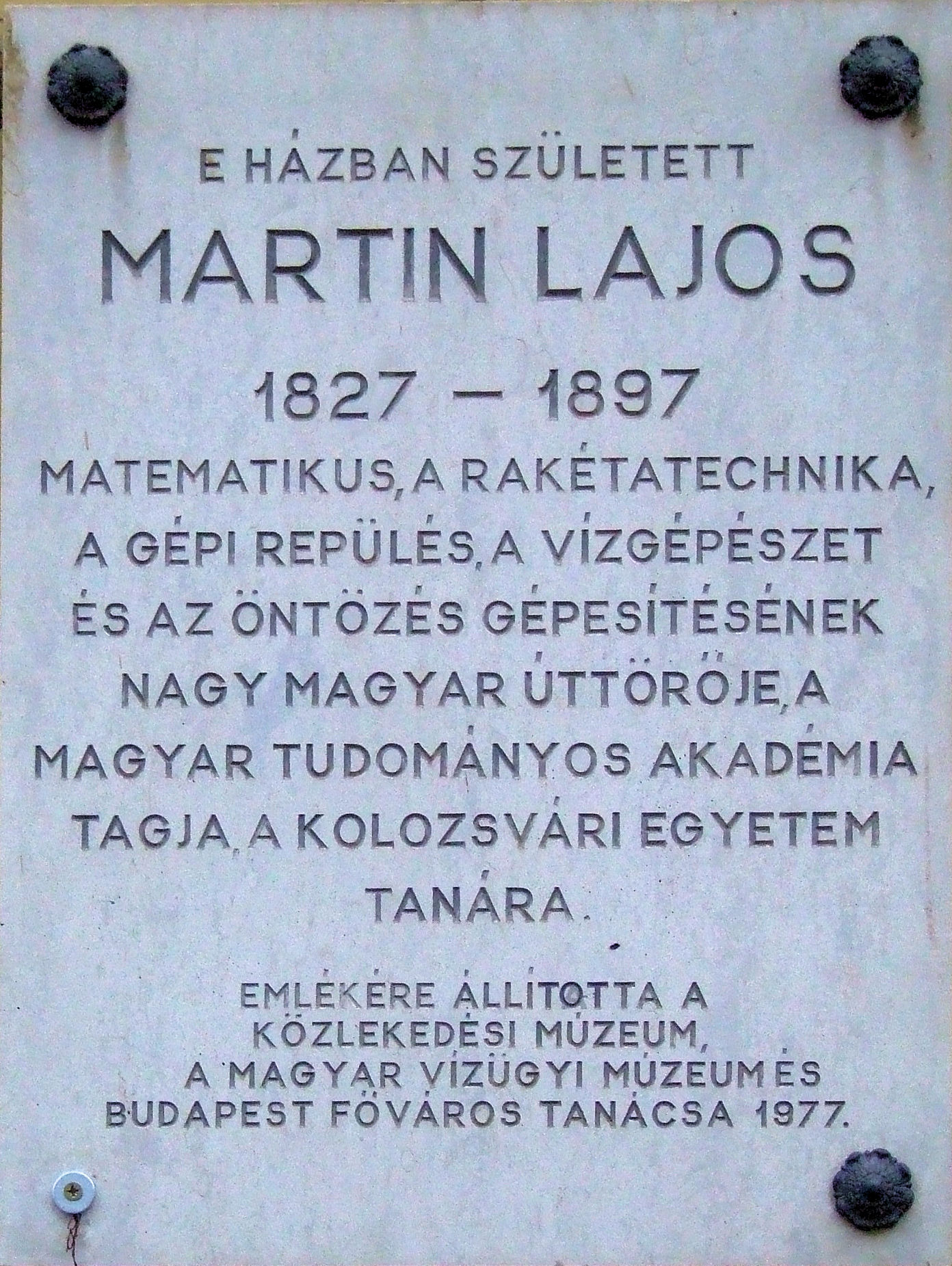
Меморіальна дошка: Будапешт, I. район, вулиця Танчича 27.
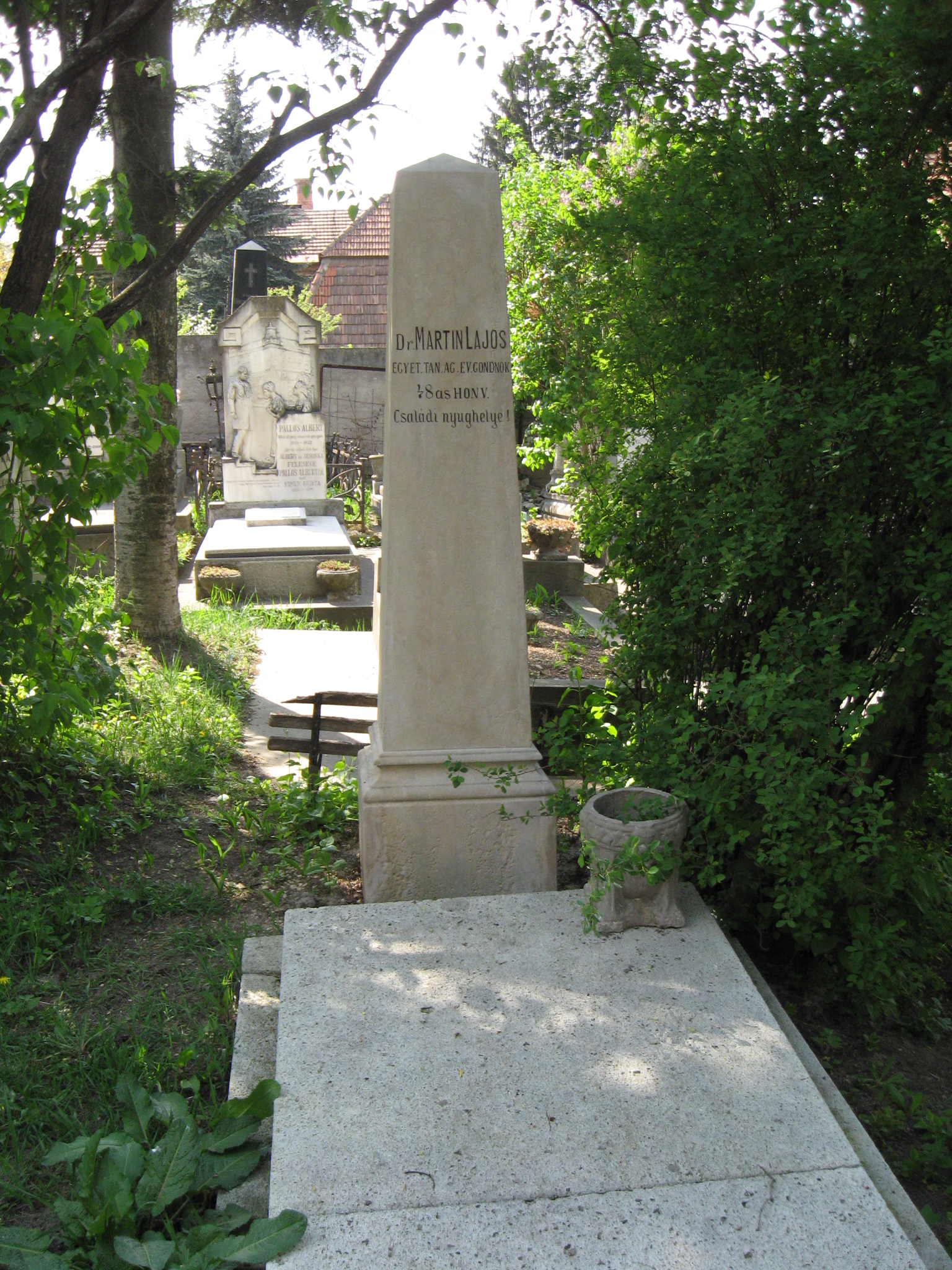
Могила знаходиться на кладовищі Газсонгард у Клуж-Напоці.